# Ewolucja widzenia barwnego

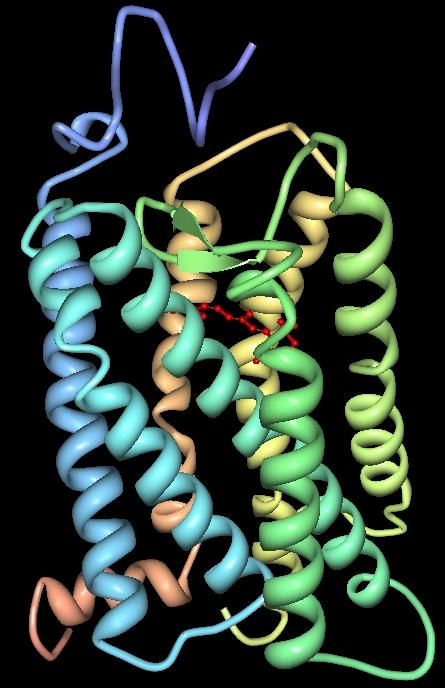
Rodopsyna bydlęca, jedno z białek odpowiedzialnych za widzenie

Ewolucja widzenia barwnego – rozwinięcie się widzenia barwnego na drodze ewolucji. Widzenie barwne stanowi bezpośrednią adaptację modalności wzroku. Pozwala na rozróżnianie światła o różnych długościach fal.

## Bezkręgowce
Widzenie barw wymaga pewnej liczby cząsteczek opsyny o różnych szczytach absorbancji. Przynajmniej 3 różne opsyny występowały u przodka szczękoczułkowców i w grupie organizmów zwanej Tetraconata (owady + skorupiaki). Członkowie tych dwóch grup dysponują dzisiaj widzeniem barwnym.

## Kręgowce
Badacze zajmujący się genami kodującymi opsynę, odpowiedzialnymi za tworzenie pigmentów umożliwiających widzenie barwne, od dawna wyróżniali cztery typy fotopigmentu opsyny, które występują u ptaków, gadów i ryb doskonałokostnych, co wskazuje na to, że wspólny przodek czworonogów i owodniowców dysponował możliwością widzenia tetrachromatycznego. Ów przodek, żyjący przed około 360 milionami lat, posiadał zdolność dostrzegania czterech wymiarów barw (bądź trzech innych niż jasność).
Obecnie większość ssaków cechuje widzenie dwubarwne związane z protanopią (ślepotą na czerwień). Ta grupa ssaków dostrzega zatem światło fioletowe, niebieskie, zielone i żółte, nie widzi jednak ultrafioletu oraz światła czerwonego i pomarańczowego. Jest to prawdopodobnie cecha pierwszych ssaków, zapewne małych, prowadzących nocny tryb życia i kopiących w ziemi. Ta ostatnia umiejętność mogła im pomóc przetrwać czas wymierania kredowego 65 milionów lat temu. W późniejszym okresie ssaki zaczęły się różnicować, jednak ich rozmiary pozostawały początkowo niewielkie, zbliżone do współczesnego szczura. Małe wymiary pomagały im znaleźć kryjówki. Niektóre wczesne stekowce, torbacze i łożyskowce wiodły jednak przypuszczalnie półwodny bądź kopiący tryb życia, podobnie jak ma to miejsce w licznych liniach ssaków współczesnych. Wszystkie ssaki o częściowo wodnym bądź kopiącym trybie życia byłyby dodatkowo uprzywilejowane podczas wymierania kredowego. Wiele gatunków posiadało jednak ewidentnie słabe widzenie barwne w porównaniu z innymi niż ssaki kręgowcami, żyjącymi w tym samym czasie, w tym gadami, płazami czy ptakami.

### Naczelne

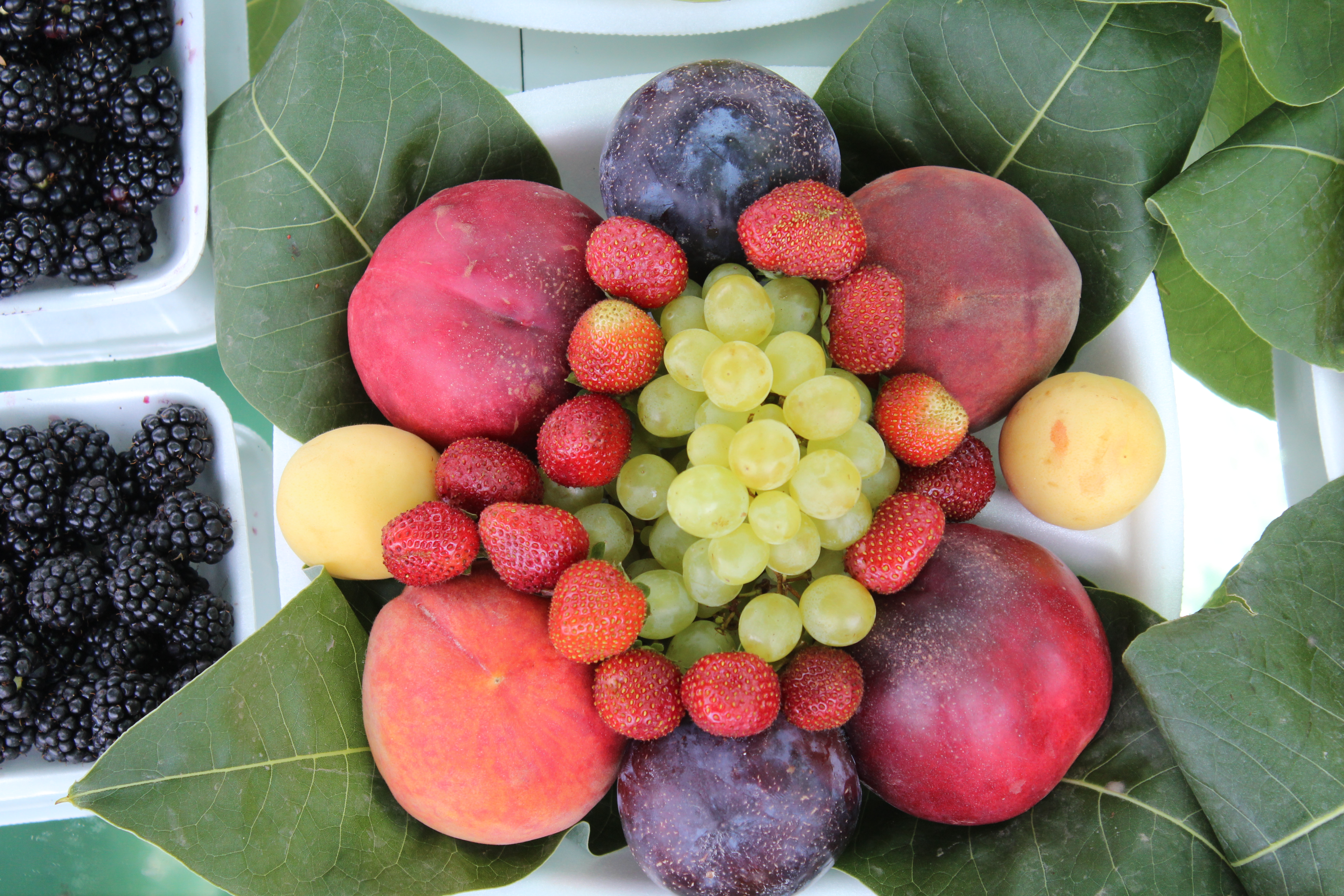
Naczelne wykorzystują widzenie barwne do rozpoznawania owoców, którymi się żywią

Od początku paleogenu przetrwałe z wymierania ssaki powiększały swe rozmiary, podlegając radiacji adaptacyjnej do życia na otwartych terenach, jednakowoż ich widzenie barwne pozostawało względnie słabe. Do wyjątków należało kilka torbaczy, które prawdopodobnie utrzymały pierwotną umiejętność widzenia barwnego, oraz naczelne, w tym człowiek. Naczelne – grupa ssaków w randze rzędu – zaczęły powstawać na początku okresu paleogeńskiego. Od tego czasu, pod bardzo silną presją ewolucyjną na widzenie barwne lepsze niż typowe u ssaków, powtórnie wykształciła się u niej trichromatyczność w zakresie mechanizmu duplikacji genu. Zdolność postrzegania czerwieni i oranżu pomaga zwierzętom nadrzewnym odróżnić te barwy od zieleni otoczenia. Jest to ważne szczególnie dla naczelnych, rozpoznających czerwone lub pomarańczowe owoce, jak też bogate w składniki odżywcze świeże liście, w których czerwone lub pomarańczowe karotenoidy nie są jeszcze maskowane przez chlorofil.
Według innej teorii, zdolność postrzegania czerwieni ma związek z detekcją sygnałów optycznych wysyłanych przez inne osobniki (rumienienie się skóry związane z odczuwanymi emocjami). Barwa czerwona, której postrzeganie ułatwia komunikację międzyosobniczą, jest ważnym czynnikiem w rozwoju widzenia trójbarwnego. Użycie jej pozwala również na osiąganie efektów psychologicznych u naczelnych, w tym człowieka.
Obecnie wśród małp właściwych wąskonosych (w tym człowieka) widzenie jest rutynowo trichromatyczne, co oznacza, że i samce, i samice posiadają 3 rodzaje opsyny, czułe na krótkie, średnie i długie fale światła, podczas gdy, odmiennie, tylko niewielka część małp szerokonosych posiada zdolność widzenia trójbarwnego.